# 日本J1王座
日本J1王座（にほんジェー・ワンおうざ）は、WARが管理、認定していた王座。

## 歴史
1998年1月14日、WAR後楽園ホール大会で行われた初代王座決定トーナメントに優勝した天龍源一郎が初代王者になった。なお、チャンピオンベルトはテレビ東京の番組「開運!なんでも鑑定団」に出品された日本ヘビー級王座（日本プロレスの王座）を使用している。同年、空位に伴い事実上封印状態となり、そのさいに借用していたチャンピオンベルトは所有者に返却されている。

## 歴代王者
| 歴代 | 選手       | 防衛回数 | 獲得日付      | 獲得場所 （対戦相手・その他） |
| ---- | ---------- | -------- | ------------- | ----------------------------- |
| 初代 | 天龍源一郎 | 0        | 1998年1月14日 | 後楽園ホール 荒谷信孝 封印    |